# Bert Kaempfert

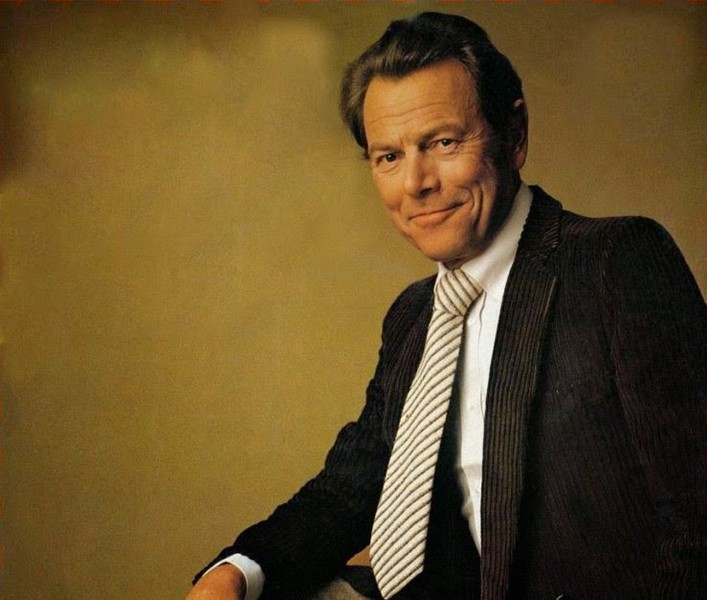
Bert Kaempfert (1979)

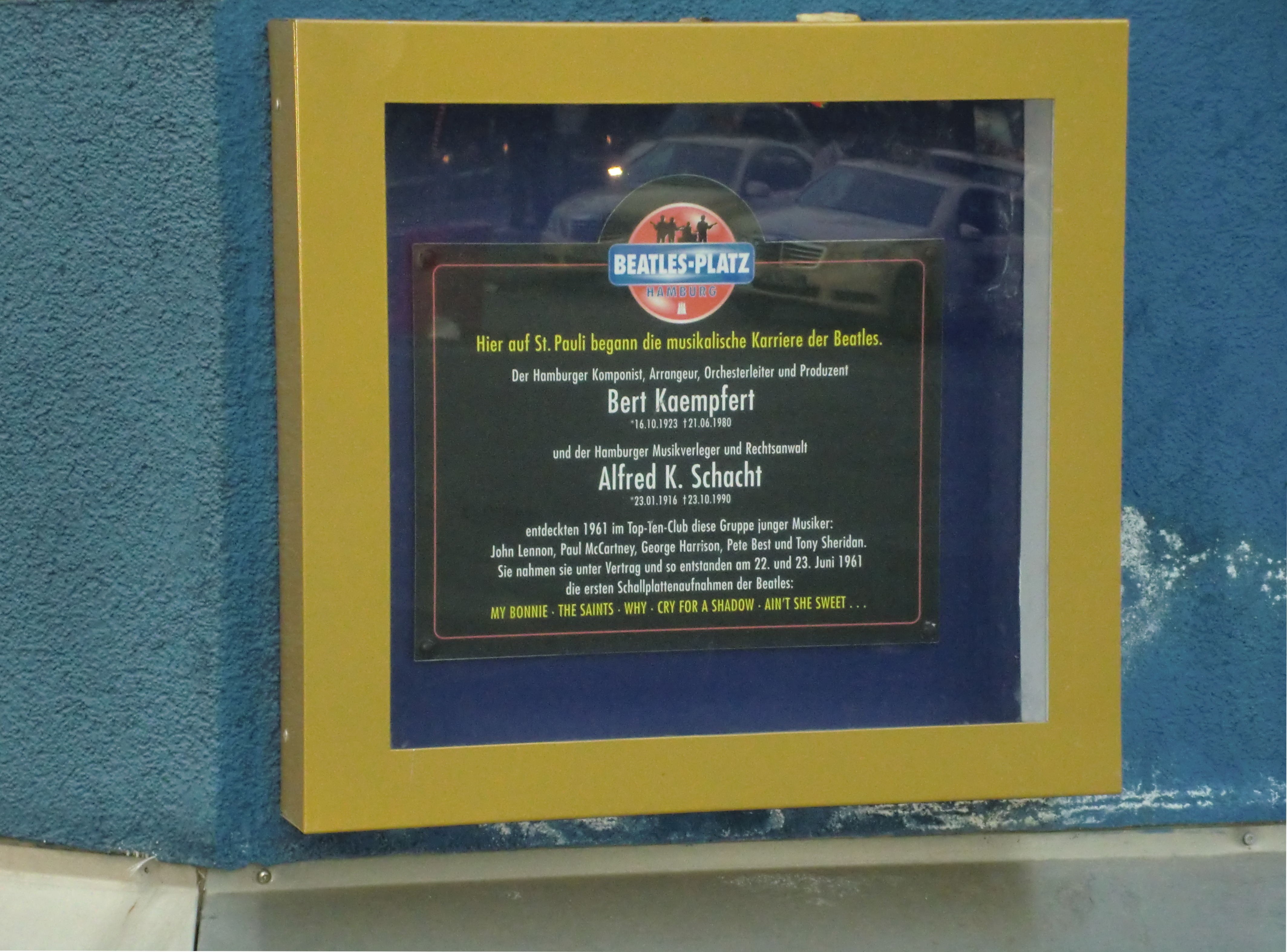
Gedenktafel am Beatles-Platz, Hamburg

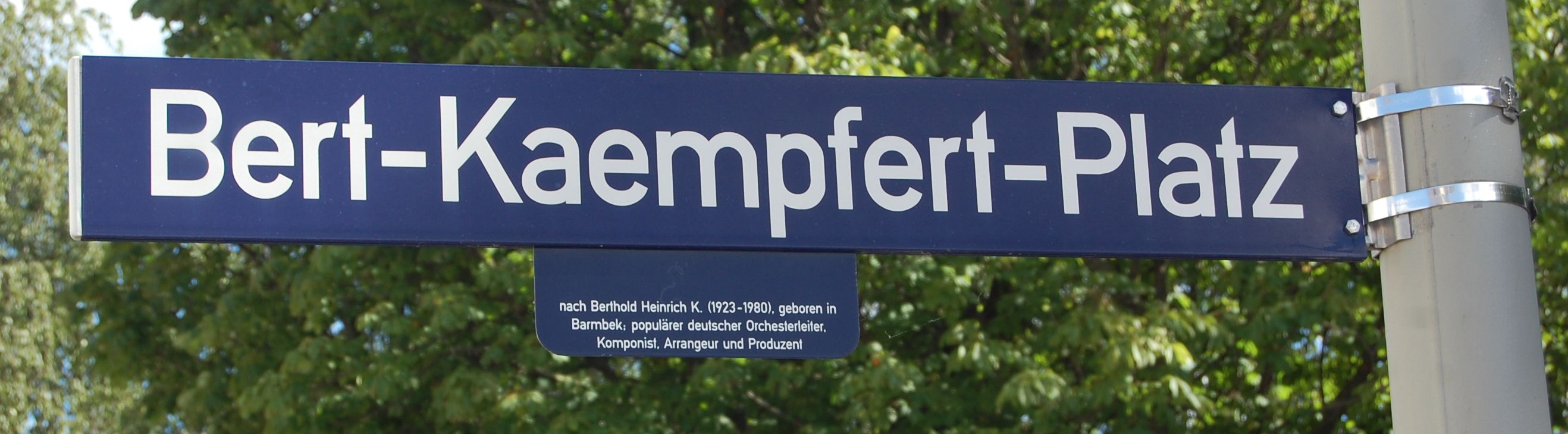
Bert-Kaempfert-Platz, Hamburg

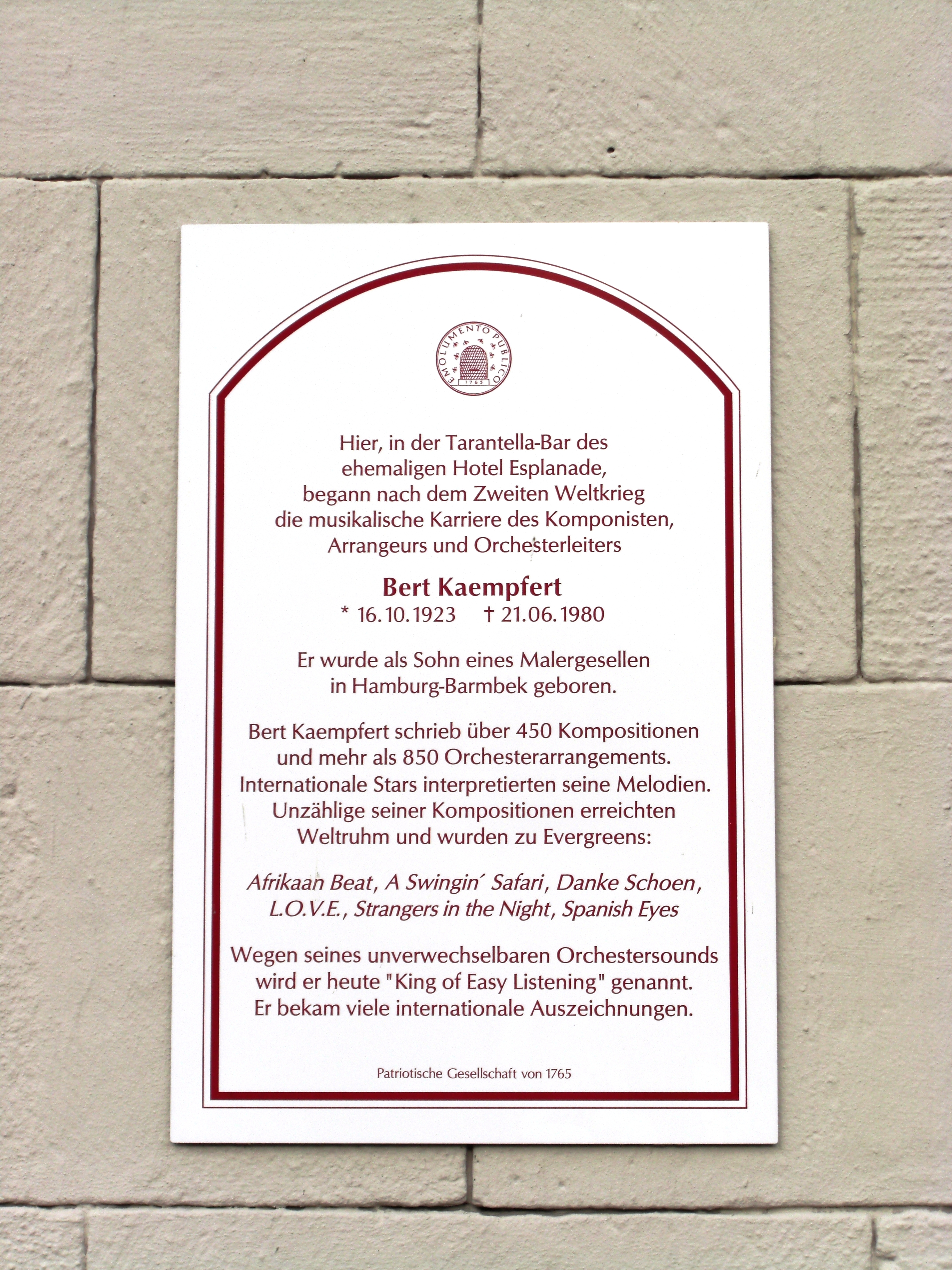
Erinnerungstafel für Bert Kaempfert; Hamburg-Neustadt, Esplanade

Bert Kaempfert (* 16. Oktober 1923 in Hamburg, bürgerlich Berthold Heinrich Kämpfert; † 21. Juni 1980 in Llucmajor, Mallorca) war ein deutscher Orchesterleiter, Musikproduzent, Arrangeur und Komponist. Bisweilen trat er auch unter den Pseudonymen Raimondo, Bob Parker und Marc Bones in Erscheinung.
Er war neben James Last der erfolgreichste deutsche Orchesterchef nach dem Zweiten Weltkrieg in Deutschland. Als ein Pionier des Easy Listening, einer „Musik, die nicht stört“, wie er es selbst formulierte, gilt er heute zudem als einer der Urväter und als Legende der Lounge-Musik.
In Deutschland hatte er in den 1950er Jahren mit seinen Arrangements der Freddy-Quinn- und Ivo-Robić-Hits Die Gitarre und das Meer respektive Morgen erste große Erfolge. Mit dem von Klaus Günter Neumann komponierten Instrumentalstück Wonderland by Night war er 1961 der erste Deutsche, der in den USA den ersten Platz der Single-Charts erreichte. Seine Kompositionen Strangers in the Night (gesungen von Frank Sinatra), Spanish Eyes (Al Martino, Elvis Presley), L-O-V-E (Nat King Cole) und Danke Schoen ( Wayne Newton) wurden zu Welterfolgen und Evergreens.

## Leben
Berthold Kämpfert wurde 1923 in Hamburg-Barmbeck (im heutigen Stadtteil Barmbek-Nord) als Sohn eines Malergesellen geboren. Im Alter von sechs Jahren begann er, Klavier zu spielen. Er studierte an der Musikschule in Hamburg Klavier, Klarinette, Saxophon und Akkordeon und begann seine Laufbahn als Saxophonist im Orchester beim Danziger Radio-Orchester Hans Busch, wo er laut eigenem Bekunden in einer regelrechten Ausbildung sein Handwerk von Grund auf lernte. Dort bekam er auch seinen Spitznamen „Fips“, den er zeitlebens behielt. Während des Zweiten Weltkrieges auf Sylt bei einem Musikzug stationiert, verlobte er sich dort mit einer jungen Dänin. Aus dieser Verbindung stammt seine älteste Tochter Renate. Seine erste Big Band Pik Ass gründete er in der Gefangenschaft in Dänemark. Nach seiner Entlassung tingelte er mit dieser Band durch britische Offiziersclubs in Norddeutschland. 
1945 lernte er die Zahnarzttochter Hannelore Winkler kennen. Sie sprach ein gutes Schul-Englisch und konnte somit die Conférence übernehmen. Am 14. August 1946 heirateten die beiden und zogen nach Bremerhaven. Nach der Geburt ihrer Tochter Marion zogen sie zurück nach Hamburg; 1951 kam Tochter Doris zur Welt.
Ende der 1940er Jahre begann Kaempfert in erster Linie für den NWDR und die Polydor zu komponieren und zu arrangieren. 1959 arrangierte er für Freddy Quinn Die Gitarre und das Meer und für Ivo Robić Morgen. Beide Stücke wurden zu Hits und waren in englischsprachigen Coverversionen auch international erfolgreich, Morgen erreichte die nordamerikanischen Top 20. Das Lied Muss i denn zum Städtele hinaus bearbeitete Kaempfert für Elvis Presley, dem damit unter dem Titel Wooden Heart 1961 ein großer Erfolg in den Charts gelang. Kaempfert zeigte damals bereits Symptome einer Alkoholsucht und konsumierte später, um sein Arbeitspensum von 16 Stunden pro Tag zu bewältigen, das Aufputschmittel Preludin.
1959 produzierte Kaempfert den von Klaus Günter Neumann komponierten instrumentalen Titel Wunderland bei Nacht, den jedoch keine Plattenfirma herausbringen wollte, auch nicht Polydor, für die er zuvor Stücke arrangiert hatte. Er bot ihn dem New Yorker Produzenten Milt Gabler an, und als Wonderland by Night brachte er Kaempfert nach Veröffentlichung am 22. August 1960 den internationalen Durchbruch. Fünf Wochen war dieser Hit die Nummer eins in den USA, der erste Nummer-eins-Hit eines Deutschen dort. Die Hommage auf Manhattan entwickelte sich mit über zwei Millionen verkauften Exemplaren (davon eine Million in den USA) zum Millionenseller. Auch das gleichnamige Album Wonderland by Night erreichte Platz eins der US-Charts – Kaempfert war nach Crazy Otto alias Fritz Schulz-Reichel (1955) der zweite Deutsche, dem dies gelang.
Weitere Titel wie Afrikaan Beat, A Swingin' Safari und Red Roses for a Blue Lady waren danach sehr erfolgreich, werden bis heute oft gespielt und als Hintergrundmusik verwendet. Bis 1966 hatten unter anderem Billy Vaughn (A Swingin’ Safari), Wayne Newton (Danke Schoen, Remember When), Nat King Cole (L-O-V-E) und Baby Washington (Only Those in Love) Hits in den USA mit Kaempferts Kompositionen.
Im Juni 1961 produzierte Kaempfert in Hamburg-Harburg für Polydor Aufnahmen mit dem von ihm im Top Ten Club entdeckten englischen Sänger Tony Sheridan und der noch unbekannten Begleitband The Beat Brothers – den späteren Beatles. Die erste gemeinsame Single My Bonnie (mit The Saints auf der Rückseite) erschien im Oktober 1961, im Januar 1962 folgte eine Polydor-LP gleichen Titels, später noch die Single Ain’t She Sweet. Kaempfert kann als Entdecker und erster Produzent der Beatles gewertet werden, noch bevor deren späterer Manager Brian Epstein und ihr Produzent George Martin 1962 ins Spiel kamen.
Bert Kaempferts Instrumentalplatten kamen in Deutschland nicht an; in den USA dagegen wurden seine fünfzehn Big-Band-LPs rund 4 Millionen Mal verkauft. Allein seine LP Blue Midnight (Dezember 1964; Rang 5 der US-LP-Hitparade) verkaufte sich dort 800.000 mal, in Deutschland lediglich 8.000. Dem Spiegel zufolge verdiente Kaempfert in den USA 1965 rund 3,5 Millionen DM.

Das Lied Spanish Eyes wurde 1965 als Moon Over Naples veröffentlicht.

1966 hatte er weltweit große Erfolge, als Al Martino mit Spanish Eyes und Frank Sinatra mit Strangers in the Night Kompositionen von ihm sangen. Letzterer Titel ist aus dem Soundtrack zum Film A Man Could Get Killed (deutscher Titel: Willkommen Mr. B. von 1966), wo er jedoch nur als instrumentale Hintergrundmusik eingesetzt wurde; den englischen Text schrieben 1966 Charles Singleton und Eddie Snyder. Für dieses Stück erhielt Kaempfert seine einzige Grammy-Nominierung – in der Kategorie „Song des Jahres“. Er musste sich den Beatles geschlagen geben, die den Preis für ihre Hit-Single Michelle in Empfang nahmen. Sinatra behielt Strangers in the Night bis zuletzt in seinen Konzertprogrammen und nahm mit The World We Knew (1967), My Way of Life (1968) und You Turned My World Around (1974) später noch drei weitere Melodien von Kaempfert auf.
Nach dem Aufkommen der Disco-Musik in den 1970er Jahren ging das Interesse an Kaempferts Orchestermusik zunächst zurück. Es gelang ihm dennoch erneut mit Live- und Fernsehauftritten zusammen mit Freddy Quinn oder Sylvia Vrethammar für Begeisterung zu sorgen, indem er geschickt die Show-Komponente des jungen Farbfernsehens nutzte. 1979 erschien ein gemeinsam mit Hildegard Knef aufgenommenes Album.
Am 17. Juni 1980 gab Kaempfert in der ausverkauften Londoner Royal Albert Hall sein letztes Konzert. Fünf Tage später, am 21. Juni 1980, starb er im Alter von 56 Jahren in Cala Blava, einem Ort der Gemeinde Llucmajor auf Mallorca, an den Folgen eines Schlaganfalls. Seine Asche wurde am 15. Januar 1981 auf seinen Wunsch in den Everglades verstreut, wo er häufig Urlaub bei amerikanischen Freunden gemacht hatte und seinem größten Hobby, dem Angeln, nachgegangen war.

„Ich möchte Musik machen, die nicht stört.“

Kaempfert schrieb an die 400 Kompositionen und 750 Orchester-Arrangements; bis zu seinem Tod wurden weltweit 150 Millionen Platten mit seinen Melodien verkauft. Er ist einer der Väter des Easy Listening und gilt als der einzige Künstler, der sowohl für Frank Sinatra als auch für Elvis Presley und die Beatles komponiert hat. 1993 wurden Kaempfert und sein Co-Autor Herbert Rehbein, der mit ihm zusammen viele Hits komponiert hatte, postum in die Songwriters Hall of Fame aufgenommen. Aus Anlass seines 85. Geburtstages wurde im Oktober 2008 im Hamburger Stadtteil Barmbek-Nord, in dem Kaempfert geboren wurde und seine Kindheit verbracht hatte, der Platz vor dem Museum der Arbeit „Bert-Kaempfert-Platz“ benannt.

## Der Kaempfert-Sound
Viele Einspielungen von Kaempfert sind an ihrem typischen Klangbild erkennbar. Maßgeblich dafür ist die Rhythmusgruppe aus Rolf Ahrens (Schlagzeug), Karl-Heinz „Kuddel“ Grewe (Kontrabass) und Ladislav „Ladi“ Geisler (Gitarre & Bass-Gitarre): Ahrens spielt fast ausschließlich mit Besen und setzt mit der Basstrommel kontrapunktische Akzente, Grewe spielt (auf dem Kontrabass) Walking Bass, Geisler erzeugt mit der Bass-Gitarre den berühmten „Knack-Bass-Effekt“ (besonders effektreich in dem Stück The Bass Walks). Diesen Effekt erzielt man (z. B. bei einem Fender Jazz-Bass) durch eine starke Absenkung der Tiefen und auch der Mitten und der Verwendung eines Plektrums. Eine Besonderheit des Kaempfert-Sounds besteht nun darin, dass diese beiden Bass-Typen in vielen Stücken gemeinsam vorkommen; der Walking Bass im Soundbild eher hinten, der Knack-Bass entsprechend vorne.
Bei den Melodieinstrumenten dominieren Blechbläser (Posaunen einschl. Bassposaunen und Trompeten). In den Stücken A Swingin' Safari, Zambesi und That Happy Feeling kommen maßgeblich Tin Whistles oder Piccoloflöten zum Zuge. Die Saxophone spielen – im Vergleich zu üblichen Jazz-Big-Bands – eine eher untergeordnete Rolle. Streicher (Violinen und Celli) und gemischte Chöre tauchen oft in den Mittelteilen auf. Als Soloinstrumente werden überwiegend Trompete (oder Flügelhorn) und Posaune eingesetzt. Zu den namhaften Musikern, die bei Kaempfert gespielt haben, gehören außer den oben bereits genannten Manfred Moch, Charly Tabor, Tony Fisher und Ack van Rooyen (Trompete oder Flügelhorn), Herb Geller (Saxophone und Flöten), Waldemar Erbe, Jiggs Whigham und Peter Herbolzheimer (Posaune).
Der Chor singt bei Kaempfert (bis auf wenige Ausnahmen, z. B. Morgen und Wimoweh) keinen Text, sondern lang gehaltene Vokale mit wenigen Konsonanten zur Strukturierung („Uamm …, Duuh-duaa …“). Dadurch behalten auch die Stücke, die von anderen Interpreten in gesungener Form bekannt wurden, ihren Charakter als Instrumentalstück. Typisch sind auch Solopassagen im Mittelteil mit einer hohen Frauenstimme als Höhepunkt.
Auch in der Werbung werden Kaempferts Kompositionen verwendet, z. B. That Happy Feeling aus dem Album A Swingin’ Safari (1962) in einem Coca-Cola-Werbespot von 2015.

## Diskografie
Studioalben

| Jahr | Titel Musiklabel Katalog-Nr.                                                                                | Höchstplatzierung, Gesamtwochen, AuszeichnungChartplatzierungen (Jahr, Titel, Musiklabel Katalog-Nr., Platzierungen, Wochen, Auszeichnungen, Anmerkungen) | Höchstplatzierung, Gesamtwochen, AuszeichnungChartplatzierungen (Jahr, Titel, Musiklabel Katalog-Nr., Platzierungen, Wochen, Auszeichnungen, Anmerkungen) | Höchstplatzierung, Gesamtwochen, AuszeichnungChartplatzierungen (Jahr, Titel, Musiklabel Katalog-Nr., Platzierungen, Wochen, Auszeichnungen, Anmerkungen) | Höchstplatzierung, Gesamtwochen, AuszeichnungChartplatzierungen (Jahr, Titel, Musiklabel Katalog-Nr., Platzierungen, Wochen, Auszeichnungen, Anmerkungen) | Höchstplatzierung, Gesamtwochen, AuszeichnungChartplatzierungen (Jahr, Titel, Musiklabel Katalog-Nr., Platzierungen, Wochen, Auszeichnungen, Anmerkungen) | Anmerkungen                                                           |
| Jahr | Titel Musiklabel Katalog-Nr.                                                                                | DE | AT | CH | UK | US | Anmerkungen                                                           |
| ---- | --- | --- | --- | --- | --- | --- | --------------------------------------------------------------------- |
| 1958 | Portugal – Fado, Wine and Sunshine Polydor 237 506 / Decca DL 78881                                         | — | — | — | — | — | Erstveröffentlichung: 1958 auch bekannt als: April in Portugal        |
| 1960 | Combo Capers Polydor 237 541                                                                                | — | — | — | — | — | Erstveröffentlichung: 1960                                            |
| 1960 | Wunderland bei Nacht / Wonderland by Night (englische Version) Polydor 237 553 / Decca DL 74101             | — | — | — | — | US1 Gold · (40 Wo.)US | Erstveröffentlichung: November 1960 Verkäufe: + 500.000               |
| 1961 | Immer wieder – jung! Polydor 237 058                                                                        | — | — | — | — | — | Erstveröffentlichung: Januar 1961 als Raimondo und die Memory Strings |
| 1961 | The Wonderland of Bert Kaempfert Polydor 237 563 / Decca DL 74117                                           | — | — | — | — | — | Erstveröffentlichung: 3. April 1961                                   |
| 1961 | Conducts – Grüsse aus der Heimat Cadence CLP 3053                                                           | — | — | — | — | — | Erstveröffentlichung: 1961                                            |
| 1961 | Dancing in Wonderland Polydor 237 570 / Decca DL 74161                                                      | — | — | — | — | US92 (6 Wo.)US | Erstveröffentlichung: August 1961                                     |
| 1962 | With a Sound in My Heart Polydor 237 580 / Decca DL 74228                                                   | — | — | — | — | — | Erstveröffentlichung: Januar 1962                                     |
| 1962 | Afrikaan Beat and Other Favorites Decca DL 74273                                                            | — | — | — | — | US82 (13 Wo.)US | Erstveröffentlichung: Mai 1962                                        |
| 1962 | That Happy Feeling Decca DL 74305                                                                           | — | — | — | — | US14 (17 Wo.)US | Erstveröffentlichung: August 1962                                     |
| 1962 | A Swingin’ Safari Polydor 237 584                                                                           | DE— GoldDE | — | — | UK20 (15 Wo.)UK | — | Erstveröffentlichung: September 1962 Verkäufe: + 535.000              |
| 1963 | Sweet and Gentle LWS 304                                                                                    | — | — | — | — | — | Erstveröffentlichung: 1963                                            |
| 1963 | Dreaming in Wonderland Polydor 237 598                                                                      | — | — | — | — | — | Erstveröffentlichung: 1963                                            |
| 1963 | Living It Up! Polydor 237 599 / Decca DL 74374                                                              | — | — | — | — | US87 (12 Wo.)US | Erstveröffentlichung: April 1963                                      |
| 1963 | Lights Out, Sweet Dreams Decca DL 74265                                                                     | — | — | — | — | US79 (6 Wo.)US | Erstveröffentlichung: 1963                                            |
| 1963 | Christmastide with Bert Kaempfert / Christmas Wonderland (Alternativtitel) Polydor 237 608 / Decca DL 74441 | — | — | — | — | — | Erstveröffentlichung: Oktober 1963                                    |
| 1964 | That Latin Feeling Polydor 237 633 / Decca DL 74490                                                         | — | — | — | — | — | Erstveröffentlichung: März 1964                                       |
| 1964 | Blue Midnight Polydor 237 646 / Decca DL 74569                                                              | — | — | — | — | US5 Gold · (55 Wo.)US | Erstveröffentlichung: November 1964 Verkäufe: + 808.000               |
| 1964 | Let’s Go Bowling Polydor 237 657                                                                            | — | — | — | — | — | Erstveröffentlichung: 1964                                            |
| 1965 | The Magic Music of Far Away Places Decca DL 74616                                                           | — | — | — | — | US27 (23 Wo.)US | Erstveröffentlichung: April 1965                                      |
| 1965 | Three O’Clock in the Morning Decca DL 74670                                                                 | — | — | — | — | US42 (22 Wo.)US | Erstveröffentlichung: Juli 1965                                       |
| 1966 | Bye Bye Blues Polydor 184 046 / Decca DL 74693                                                              | — | — | — | UK4 (22 Wo.)UK | US46 (28 Wo.)US | Erstveröffentlichung: 14. Februar 1966                                |
| 1966 | Love Letters Polydor 184 022                                                                                | DE28 (12 Wo.)DE | — | — | — | — | Erstveröffentlichung: 1966                                            |
| 1966 | Strangers in the Night Polydor 184 053 / Decca DL 74795                                                     | DE15 (20 Wo.)DE | — | — | UK13 (26 Wo.)UK | US39 (21 Wo.)US | Erstveröffentlichung: Juni 1966                                       |
| 1967 | Relaxing Sound of Bert Kaempfert Polydor 583 501                                                            | — | — | — | UK33 (3 Wo.)UK | — | Erstveröffentlichung: 1967                                            |
| 1967 | Hold Me Polydor 184 072 / Decca DL 74860                                                                    | DE20 (24 Wo.)DE | — | — | UK36 (5 Wo.)UK | US122 (7 Wo.)US | Erstveröffentlichung: April 1967                                      |
| 1967 | Kaempfert Special Polydor 236 207                                                                           | — | — | — | UK24 (5 Wo.)UK | — | Erstveröffentlichung: 1967                                            |
| 1967 | The World We Knew Polydor 184 091 / Decca DL 74925                                                          | DE21 (8 Wo.)DE | — | — | — | US136 (7 Wo.)US | Erstveröffentlichung: August 1967                                     |
| 1968 | Love That Polydor 184 131 / Decca DL 74986                                                                  | DE34 (4 Wo.)DE | — | — | — | — | Erstveröffentlichung: März 1968                                       |
| 1968 | My Way of Life Polydor 184 188 / Decca DL 75059                                                             | DE29 (4 Wo.)DE | — | — | — | US186 (2 Wo.)US | Erstveröffentlichung: September 1968                                  |
| 1969 | Warm and Wonderful Decca DL 75089                                                                           | — | — | — | — | US194 (5 Wo.)US | Erstveröffentlichung: Februar 1969                                    |
| 1969 | Traces of Love Polydor 184 309 / Decca DL 75140                                                             | — | — | — | — | US153 (10 Wo.)US | Erstveröffentlichung: August 1969                                     |
| 1969 | One Lonely Night Polydor 184 313                                                                            | — | — | — | — | — | Erstveröffentlichung: 1969                                            |
| 1970 | The Kaempfert Touch Polydor 2310 009 / Decca DL 75175                                                       | — | — | — | — | US87 (7 Wo.)US | Erstveröffentlichung: Februar 1970                                    |
| 1970 | Free and Easy Polydor 2310 045 / Decca DL 75234                                                             | — | — | — | — | — | Erstveröffentlichung: 3. August 1970                                  |
| 1970 | Orange Coloured Sky Polydor 2310 091 / Decca DL 75256                                                       | — | — | — | UK49 (1 Wo.)UK | US140 (6 Wo.)US | Erstveröffentlichung: Dezember 1970                                   |
| 1971 | Bert Kaempfert Now! Polydor 2310 137 / Decca DL 75305                                                       | — | — | — | — | US188 (2 Wo.)US | Erstveröffentlichung: August 1971                                     |
| 1972 | 6 plus 6 Polydor 2310 198 / Decca DL 75322                                                                  | — | — | — | — | — | Erstveröffentlichung: April 1972                                      |
| 1973 | Fabulous Fifties… and New Delights MCA 314                                                                  | — | — | — | — | — | Erstveröffentlichung: März 1973                                       |
| 1973 | Yesterday and Today Polydor 2310 273                                                                        | — | — | — | — | — | Erstveröffentlichung: 1973                                            |
| 1973 | To the Good Life Polydor 2310 309 / MCA 368                                                                 | — | — | — | — | — | Erstveröffentlichung: September 1973                                  |
| 1974 | The Most Beautiful Girl Polydor 2310 338 / MCA 402                                                          | — | — | — | — | — | Erstveröffentlichung: Februar 1974                                    |
| 1974 | Gallery MCA 447                                                                                             | — | — | — | — | — | Erstveröffentlichung: Oktober 1974                                    |
| 1975 | Golden Memories MCA 466                                                                                     | — | — | — | — | — | Erstveröffentlichung: März 1975                                       |
| 1975 | Moon Over Miami MCA 489                                                                                     | — | — | — | — | — | Erstveröffentlichung: August 1975                                     |
| 1976 | Bert Kaempfert ’76 Polydor 2310 456                                                                         | — | — | — | — | — | Erstveröffentlichung: 1976                                            |
| 1977 | Safari Swings Again Polydor 2310 494                                                                        | — | — | — | — | — | Erstveröffentlichung: 1977                                            |
| 1977 | Tropical Sunrise Polydor 2310 562                                                                           | — | — | — | — | — | Erstveröffentlichung: 1977                                            |
| 1978 | Swing Polydor 2310 592                                                                                      | — | — | — | — | — | Erstveröffentlichung: 1978                                            |
| 1978 | Forever My Love Polydor 2310 593                                                                            | — | — | — | — | — | Erstveröffentlichung: 1978                                            |
| 1979 | Smile Polydor 2310 682                                                                                      | — | — | — | — | — | Erstveröffentlichung: 1979                                            |

grau schraffiert: keine Chartdaten aus diesem Jahr verfügbar
- Cover Dancing in Wonderland
- Cover The Magic Music of Far Away Places
- Cover Love Letters
- Cover My Way of Life
- Cover To the Good Life (Decca)
- Cover To the Good Life (Polydor)

## Tributealben
Im Folgenden eine Auswahl von Künstlern, die ein gesamtes Album mit Kompositionen von Bert Kaempfert oder durch ihn bekannt gewordene Lieder, wie zum Beispiel Red Roses for a Blue Lady, aufgenommen haben.
- 1964: Bobby Hackett – Plays the Music of Bert Kaempfert (Epic)
- 1967: The Anita Kerr Singers – Bert Kaempfert Turns Us On! (Warner)
- 1967: Pete Fountain – Pete Fountain Plays Bert Kaempfert (Coral)
- 1968: Al Hirt – Hirt Plays Bert Kaempfert (RCA Victor)
- 1969: Johnny Mathis – Sings the Music of Bert Kaempfert (CBS), später auch Teil von Johnny Mathis Sings the Music of Bacharach & Kaempfert (1970, CBS)
- 2003: Paul Kuhn – Paul Kuhn Meets Bert Kaempfert: Remember When… (Edel)
- 2010: Helen Schneider & SWR Big Band – The World We Knew: The Bert Kaempfert Album (Edel)
- 2011: Marc Secara – Now and Forever: Secara Meets Kaempfert (Silver Spot)
- 2011: Stefan Kaempfert – Kaempfert Plays Kaempfert (Edel)[22]

## Auszeichnungen
- 1961: BAND OF THE FUTURE, „Cash Box“ (Musikfachzeitschrift, USA)
- 1965: ESTRELLA DE ORO für die erfolgreichste Komposition 1964, Venezuela
- 1965: Auszeichnung für die LP „Living It Up“, Argentinien
- 1966: Golden Globe für Strangers In The Night, bester Filmsong des Jahres, USA
- 1975: Goldener Notenschlüssel, Deutschland
- 1978: Auszeichnung für den Titel Footprints In The Sand, Argentinien
- 1980: Zwei Goldene Europa für Strangers In The Night und Spanish Eyes, Deutschland

Auszeichnungen – Posthum
- 1984: Goldene Stimmgabel, Deutschland
- 1993: Lifetime Achievement Award von BMI, USA
- 1993: Songwriters Hall of Fame, USA.
- 2003: Goldenes Grammophon (Deutsche Grammophon), Deutschland

## Dokumentarfilm
- Marc Boettcher: Strangers in the Night – Die Bert-Kaempfert-Story. 2003